# Jean-Charles Desailly
 (mai 2019).
Si vous disposez d'ouvrages ou d'articles de référence ou si vous connaissez des sites web de qualité traitant du thème abordé ici, merci de compléter l'article en donnant les références utiles à sa vérifiabilité et en les liant à la section « Notes et références ».
Jean-Charles Desailly, né le 27 décembre 1768 à Oisy (Pas-de-Calais), mort le 22 mai 1830 à Arras (Pas-de-Calais) est un offiier français de la Révolution et un général et Baron de l’Empire.

## Biographie
Il entre en service en 1784 au 13e régiment d'infanterie légère.
Il se trouve le 23 août 1792, au combat du camp de Maulde, le 9 septembre 1793 au siège de Dunkerque, en l'an II, au combat de Rousselaer et en l'an III, au siège de Graves, du 7 brumaire au 8 nivôse.
Il sert ensuite dans l'armée qui, sous les ordres de Pichegru, conquit la Hollande. Passé dans le courant de la même année à l'armée de Sambre-et-Meuse, il assiste le 22 fructidor au passage du Rhin, et au siège de Mayence en vendémiaire de l'an IV. En l'an V, son régiment, devenu la 15e demi-brigade d'infanterie légère, est envoyé à l'armée d'Italie. Desailly, par la valeur qu'il déploie le 26 ventôse au passage du Tagliamento, et le 28 du même mois, à la prise de Gradisca, mérite le 6 germinal, le grade de chef de bataillon. Employé à l'armée de Naples, commandée par Championnet, il se fait de nouveau remarquer, le 14 frimaire an VII, au combat de Civita Castellana. Retourné quelque temps après à l'armée d'Italie, il a un cheval tué sous lui à la bataille de la Trebia, à la suite de laquelle le 6 messidor, il est nommé chef de brigade.
De retour en France à la paix, il est nommé le 19 frimaire an XII, membre de la Légion d'honneur, puis officier le 25 prairial suivant, et commandant de l'ordre le 4 nivôse an XIII. Le 14 vendémiaire an XIV, il combat à Wertingen, le 24 du même mois à Ollabrunn, et le 11 frimaire à Austerlitz (2 décembre 1805).
Il contribue, le 6 juin 1806, à la reddition de Kœnigsberg, devient baron de l'Empire le 20 août 1809, prend une part glorieuse, le 19 et le 22 avril 1809, aux batailles de Tann et d'Eckmühl, et est récompensé de ses services le 8 juin 1809, par le grade de général de brigade. Le 6 juillet suivant, à Wagram, un même coup de canon le blesse à l'épaule droite et tue son cheval.
Le général Desailly, employé en Russie dans la division Gudin, concourt le 18 août 1812, à la prise de Smolensk, mais il a la cuisse gauche fracassée deux jours après à l'enlèvement de Valutina-Gora. Cette blessure l'oblige le 13 mai 1813, à demander sa retraite. Depuis cette époque jusqu'au 22 mai 1830, date de sa mort, son nom est demeuré étranger aux événements qui se sont passés en France. 
Son nom est inscrit sur l'arc de triomphe de l'Étoile, côté ouest, 39e colonne.